# Masuny
Masuny (do 1945 r. niem. Massaunen) – wieś w Polsce, położona w województwie warmińsko-mazurskim, w powiecie bartoszyckim, w gminie Sępopol. 
W latach 1975–1998 wieś administracyjnie należała do województwa olsztyńskiego.
Ludność: 250 mieszkańców, 2 km do granicy z obwodem królewieckim. Przez wieś przepływa rzeka Łyna.

## Integralne części wsi
| SIMC    | Nazwa           | Rodzaj    |
| ------- | --------------- | --------- |
| 1043939 | Błonie          | część wsi |
| 0487539 | Masuńskie Włóki | część wsi |

## Historia
Miejscowość powstała w XV wieku jako majątek rycerski i wieś szlachecka. W 1889 r. był to majątek ziemski o powierzchni 793 ha i należał do rodziny Gerlachów. W 1935 r. w tutejszej szkole pracował jeden nauczyciel i uczyło się 61 uczniów. W 1939 r. we wsi mieszkało 375 osób.
W 1989 r. był tu PGR oraz 34 indywidualne gospodarstwa rolne o łącznym areale 298 ha. We wsi były 33 domy i 306 mieszkańców. W indywidualnych gospodarstwach rolnych hodowano w tym czasie 221 sztuk bydła (w tym 119 krów), 212 sztuk nierogacizny, 23 koni i 16 owiec. We wsi było przedszkole, boisko sportowe, sala kinowa, klub, biblioteka, sklep wielobranżowy, leśnictwo.

## Zabytki
Do wojewódzkiego rejestru zabytków wpisane są obiekty:
- zespół pałacowy, XIX-XX: 
  - pałac, neobarokowy pałac pochodzący z 1910 roku, który był siedzibą rodu von Gamp-Massaunen i majoratem zarządzającym majątkiem o łącznej powierzchni 1455 ha. Pałac pod koniec lat 80. XX w.  znajdował się w ruinie i był wystawiony przez gminę na sprzedaż.
  - park